# 2-Methylanisol
2-Methylanisol ist eine charakteristisch riechende, farblose Flüssigkeit. 2-Methylanisol kann formal als Ether aus 2-Methylphenol und Methanol aufgefasst werden. 2-Methylanisol ist eines von drei isomeren Methylanisolen.

## Vorkommen

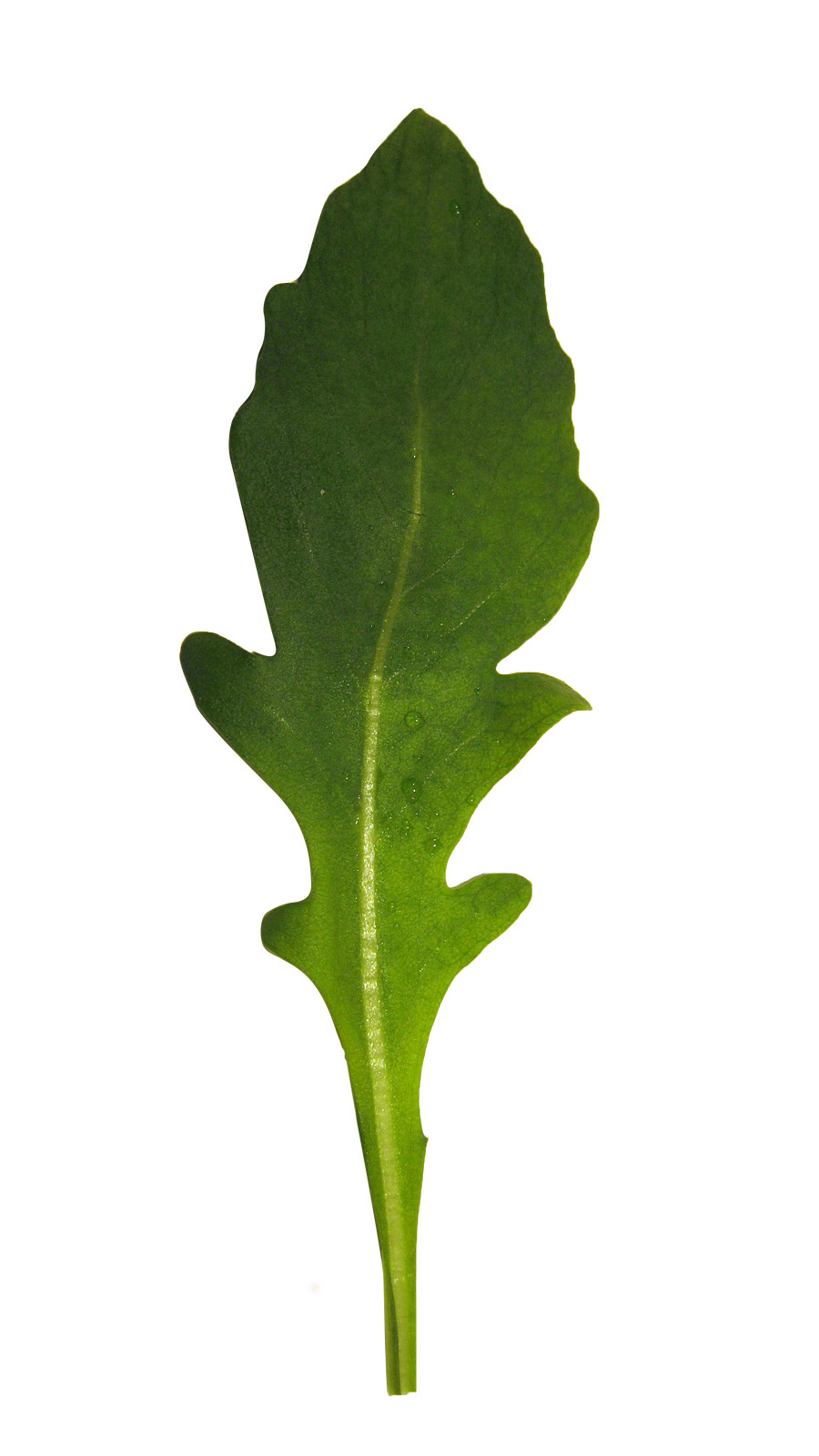
Garten-Senfrauke

2-Methyanisol kommt in der Weihrauchpflanze Boswellia sacra und in der Garten-Senfrauke vor.

## Eigenschaften und Verwendung
2-Methylanisol hat einen Flammpunkt von 52 °C. In der EU ist 2-Methylanisol als Aromastoff unter der FL-Nummer 04.014 zugelassen.